# Futuan He
Futuan He (kinesiska: 傅疃河) är ett vattendrag i Kina. Det ligger i provinsen Shandong, i den östra delen av landet, omkring 260 kilometer sydost om provinshuvudstaden Jinan.
Genomsnittlig årsnederbörd är 978 millimeter. Den regnigaste månaden är juli, med i genomsnitt 292 mm nederbörd, och den torraste är januari, med 9 mm nederbörd.